# Ramazan Özcan
Ramazan Özcan   (Hohenems, 28 de juny de 1984) és un futbolista austríac-turc que juga de porter.